# Ларіонова Катерина Олексіївна
Катерина Олексіївна Ларіонова (каз. Екатерина Алексеевна Ларионова; нар. 23 січня 1994, Уральськ, Західноказахстанська область) — казахська борчиня вільного стилю, бронзова призерка чемпіонату світу, дворазова бронзова призерка чемпіонатів Азії, бронзова призерка Олімпійських ігор. Майстер спорту Казахстану міжнародного класу.

## Біографія
Народилась в місті Уральську Західно-Казахстанської області. Боротьбою займається з 2009 року. Тренером є її батько Олексій Ларіонов. Бронзова (2012) та срібна (2014) призерка чемпіонатів світу серед юніорів. Дворазова чемпіонка (2013, 2014), бронзова (2011) та срібна (2012) призерка юніорських першостей Азії. Чемпіонка світу серед кадетів (2011), дворазова чемпіонка (2010, 2011), та срібна (2009) призерка першостей Азії серед кадетів. Багаторазова чемпіонка Казахстану, володарка Кубка Казахстану. Найкраща спортсменка країни з вільної боротьби 2013 року.
Поліцейський дорожньо-патрульної поліції УВС міста Уральска, молодший лейтенант поліції.

## Спортивні результати на міжнародних змаганнях

### Виступи на Олімпіадах
| Змагання                    | Збірна    | Вагова категорія          | Місце  |
| --------------------------- | --------- | ------------------------- | ------ |
| Літні Олімпійські ігри 2016 | Казахстан | жіноча боротьба, до 63 кг | Бронза |

### Виступи на Чемпіонатах світу
| Змагання                        | Збірна    | Вагова категорія          | Місце  |
| ------------------------------- | --------- | ------------------------- | ------ |
| Чемпіонат світу з боротьби 2013 | Казахстан | жіноча боротьба, до 63 кг | Бронза |
| Чемпіонат світу з боротьби 2015 | Казахстан | жіноча боротьба, до 63 кг | 14     |
| Чемпіонат світу з боротьби 2018 | Казахстан | жіноча боротьба, до 68 кг | 11     |

### Виступи на Чемпіонатах Азії
| Змагання                       | Збірна    | Вагова категорія          | Місце  |
| ------------------------------ | --------- | ------------------------- | ------ |
| Чемпіонат Азії з боротьби 2014 | Казахстан | жіноча боротьба, до 63 кг | Бронза |
| Чемпіонат Азії з боротьби 2015 | Казахстан | жіноча боротьба, до 63 кг | Бронза |

### Виступи на Азійських іграх
| Змагання           | Збірна    | Вагова категорія          | Місце |
| ------------------ | --------- | ------------------------- | ----- |
| Азійські ігри 2014 | Казахстан | жіноча боротьба, до 63 кг | 8     |

### Виступи на інших змаганнях
| Змагання                                                     | Збірна    | Вагова категорія          | Місце  |
| ------------------------------------------------------------ | --------- | ------------------------- | ------ |
| Гран-прі Іспанії з боротьби 2012                             | Казахстан | жіноча боротьба, до 63 кг | 13     |
| Гран-прі «Іван Яригін» 2013                                  | Казахстан | жіноча боротьба, до 63 кг | 5      |
| Гран-прі Німеччини з боротьби 2013                           | Казахстан | жіноча боротьба, до 63 кг | 15     |
| Літня Універсіада 2013                                       | Казахстан | жіноча боротьба, до 63 кг | 5      |
| Гран-прі «Іван Яригін» 2014                                  | Казахстан | жіноча боротьба, до 63 кг | 10     |
| Гран-прі «Іван Яригін» 2015                                  | Казахстан | жіноча боротьба, до 69 кг | 11     |
| Турнір Олександра Медведя 2015                               | Казахстан | жіноча боротьба, до 63 кг | Срібло |
| Відкритий кубок Монголії з боротьби 2015                     | Казахстан | жіноча боротьба, до 63 кг | Бронза |
| Турнір міста Сассарі 2015                                    | Казахстан | жіноча боротьба, до 63 кг | Срібло |
| Гран-прі Іспанії з боротьби 2015                             | Казахстан | жіноча боротьба, до 63 кг | 9      |
| Кубок Президента Казахстану з боротьби 2015                  | Казахстан | жіноча боротьба, до 63 кг | Золото |
| Золотий Гран-прі з боротьби 2015                             | Казахстан | жіноча боротьба, до 63 кг | 15     |
| Гран-прі «Іван Яригін» 2016                                  | Казахстан | жіноча боротьба, до 63 кг | Бронза |
| Турнір Олександра Медведя 2016                               | Казахстан | жіноча боротьба, до 63 кг | Срібло |
| Олімпійський кваліфікаційний турнір з боротьби 2016 (Астана) | Казахстан | жіноча боротьба, до 63 кг | Срібло |
| Гран-прі Німеччини з боротьби 2016                           | Казахстан | жіноча боротьба, до 69 кг | Бронза |
| Гран-прі Іспанії з боротьби 2016                             | Казахстан | жіноча боротьба, до 63 кг | 7      |
| Гран-прі Іспанії з боротьби 2018                             | Казахстан | жіноча боротьба, до 72 кг | 5      |
| Відкритий чемпіонат Польщі з боротьби 2019                   | Казахстан | жіноча боротьба, до 68 кг | 11     |
| Гран-прі «Іван Яригін» 2020                                  | Казахстан | жіноча боротьба, до 68 кг | 13     |

### Виступи на змаганнях молодших вікових груп
| Змагання                                      | Збірна    | Вагова категорія          | Місце  |
| --------------------------------------------- | --------- | ------------------------- | ------ |
| Чемпіонат Азії з боротьби серед юніорів 2011  | Казахстан | жіноча боротьба, до 59 кг | Бронза |
| Чемпіонат Азії з боротьби серед юніорів 2012  | Казахстан | жіноча боротьба, до 63 кг | Срібло |
| Чемпіонат світу з боротьби серед юніорів 2012 | Казахстан | жіноча боротьба, до 63 кг | Бронза |
| Кубок Фрейденфельдса серед юніорів 2013       | Казахстан | жіноча боротьба, до 63 кг | Срібло |
| Чемпіонат Азії з боротьби серед юніорів 2013  | Казахстан | жіноча боротьба, до 63 кг | Золото |
| Чемпіонат світу з боротьби серед юніорів 2013 | Казахстан | жіноча боротьба, до 63 кг | 9      |
| Чемпіонат Азії з боротьби серед юніорів 2014  | Казахстан | жіноча боротьба, до 63 кг | Золото |
| Чемпіонат світу з боротьби серед юніорів 2014 | Казахстан | жіноча боротьба, до 63 кг | Срібло |
| Чемпіонат Азії з боротьби серед кадетів 2009  | Казахстан | жіноча боротьба, до 60 кг | Срібло |
| Чемпіонат Азії з боротьби серед кадетів 2010  | Казахстан | жіноча боротьба, до 60 кг | Золото |
| Чемпіонат Азії з боротьби серед кадетів 2011  | Казахстан | жіноча боротьба, до 65 кг | Золото |
| Чемпіонат світу з боротьби серед кадетів 2011 | Казахстан | жіноча боротьба, до 60 кг | Золото |